# Les Rebelles du Missouri
Pour plus de détails, voir Fiche technique et Distribution.
Les Rebelles du Missouri (The Great Missouri Raid) est un western américain réalisé par Gordon Douglas et sorti en 1951.

## Synopsis
À la fin de la guerre civile, les frères Franck et Jesse James sont poursuivis par l'Armée de l'Union pour leur implication dans le gang des confédérés.

## Fiche technique
- Titre original : The Great Missouri Raid
- Réalisation :  Gordon Douglas
- Scénario : Frank Gruber
- Producteur : Nat Holt[1]
- Distribution : Paramount Pictures
- Musique : Paul Sawtell
- Image : Ray Rennahan
- Montage : Philip Martin
- Genre : western
- Durée : 84 minutes
- Dates de sortie :
  - États-Unis : 7 avril 1951
  - France : 5 octobre 1951

## Distribution
- Wendell Corey : Frank James
- Macdonald Carey : Jesse James
- Ellen Drew : Bee Moore
- Ward Bond : Maj. Marshal Trowbridge
- Bruce Bennett : Cole Younger / Steve Brill
- Bill Williams : Jim Younger
- Anne Revere : Mrs. Samuels
- Edgar Buchanan : Dr. Samuels
- Lois Chartrand : Mary Bauer
- Louis Jean Heydt : Charles Ford
- Barry Kelley : Mr. Bauer
- James Millican : Sgt. Trowbridge
- Paul Lees : Bob Younger
- Guy Wilkerson : Clell Miller
- Ethan Laidlaw : Jim Cummings
- Steve Pendleton : Arch Clements
- John Parrish : le shérif